# Экономика Республики Конго
Республика Конго — страна, где большая часть населения занята в сельском хозяйстве. Основными направлениями экспорта Республики Конго являются нефть, что приносит основную часть валюты в бюджет, не менее 60 % от экспорта страны. На втором месте в экспорте страны стоит древесина. Основные экспортные породы: махагони и терминалия великолепная. В коммерческих целях возделываются бурзеровые. Часть приносит экспорт железной руды, бокситов, свинца, цинка, золота и алмазов. Производственная деятельность основана на производстве товаров народного потребления: текстиля, обуви, мыла, сигарет, алкогольных напитков и др. Республика Конго является важным элементом в системе торговли и транзита грузов в Центральной Африке, но предоставление транспортных коридоров и торговых площадок не является существенным источником доходов. Более 95 % торговли находится в руках иностранцев или под контролем компаний иностранного происхождения.

## Структура ВВП

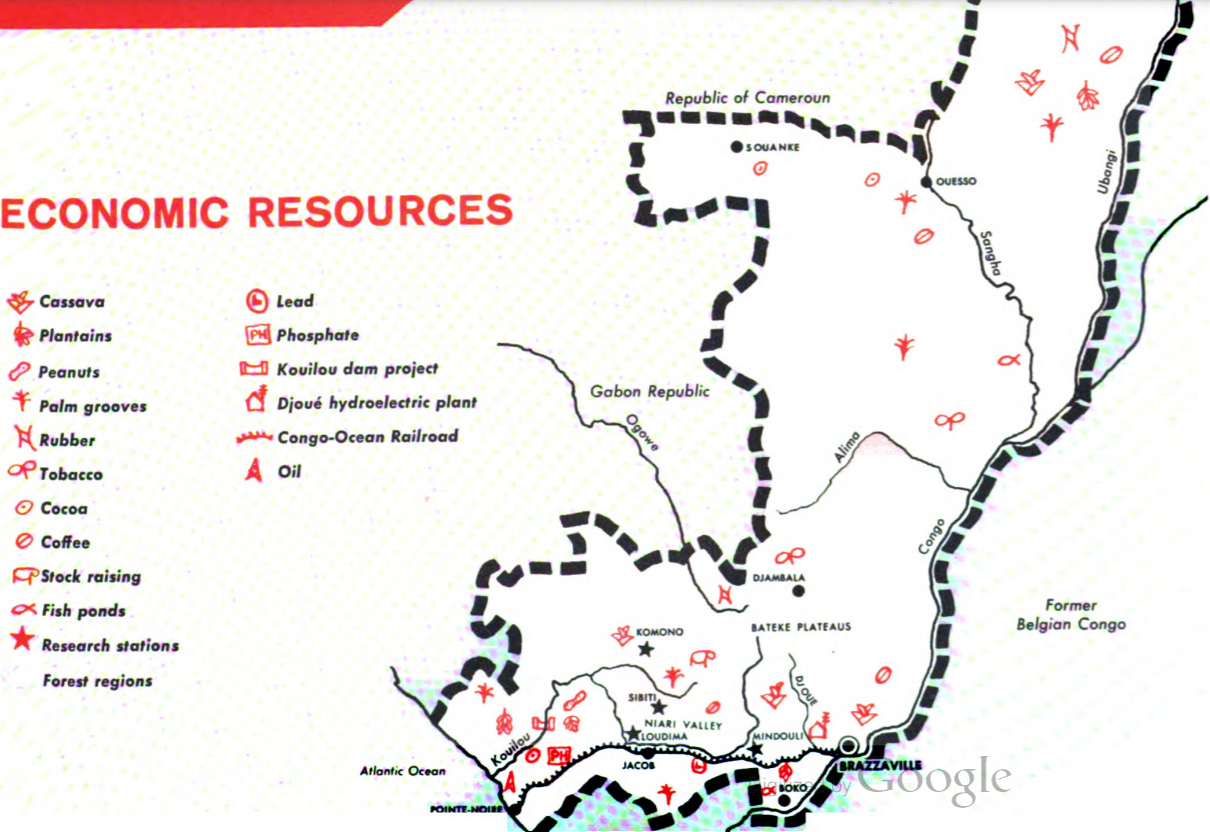
Карта экономических ресурсов Республики Конго

В 2012 году в структуре ВВП по секторам, промышленность занимала 71,3 %, услуги — 24,5 %, сельское хозяйство — 4,2 %. В 2017 году промышленность — 51 %, услуги — 39,7 %, сельское хозяйство — 9,3 %. Основные торговые партнёры: Китай, Франция, Ангола.	Занятость населения: сфера услуг, в том числе частный бизнес — 44 %, сельское хозяйство — 35,4 %, промышленность — 20,6 %. По рейтингу ВВП Республика Конго в 2012 году занимала 132-е место. В 2012 году внешний долг составлял 4,225 млрд долларов США.
В стране в качестве денежной единицы введён в обращение Франк КФА.

## Сельское хозяйство
В начале 1970х годов на апельсиновой плантации в Лудиме начала работу селекционная станция (на которой разводили апельсины и манго)
В XXI веке сельское хозяйство пришло в упадок и зависит от государственных субсидий, но продолжает давать от 4,2 до 9,8 % ВВП, при этом сохраняется преимущественная занятость трудоспособного населения в этом секторе экономики. Под сельское хозяйство используется только 1,5 % земли. Оно ориентировано, в основном, на внутренний рынок и сопряжено со сложными природными условиями. В 2017 году совокупная доля продукции земледелия, животноводства, лесного хозяйства и рыболовства в ВВП страны составляет около 15 %. Развитие животноводства ограничено из-за широкого распространения мухи цеце, мясо импортируется в страну, в основном, из Чада. В 2009 году правительство сдало в аренду 200 000 гектаров земли фермерам из Южноафриканской Республики, которые были недовольны земельной реформой на родине, что позволило уменьшить зависимость от импорта. Главной продовольственной культурой является маниок (900 тыс. т). Другими основными потребительскими культурами являются бананы (88 тыс. т) и ямс (12 тыс. т). На экспорт выращиваются сахарный тростник (460 тыс. т), кофе (1,7 тыс. т), арахис, какао, табак. Также возделывается масличная пальма для производства пальмового масла.

## Промышленность
Промышленность даёт от 51 до 71,3 % ВВП ежегодно.

### Нефтегазовая
Главной отраслью промышленности является нефтяная. Республика Конго входит в состав стран ОПЕК. Запасы нефти в Республике Конго оцениваются в 1,2 млрд баррелей, на 2016 оценивались в 1,6 млрд баррелей. Суточная добыча нефти на 2016 год составляла 260 тысяч баррелей в сутки, на 2019 год составляет порядка 350 тысяч баррелей. В Пуэнт-Нуаре действует нефтеперерабатывающий завод. На 2019 год прорабатывался проект строительства магистрального нефтепродуктопровода (МНПП) протяженностью более 1,3 тыс. км от порта Пуэнт-Нуар до Весо (граница с Камеруном). МНПП должен пройти через столицу Браззавиль]]. В данном проекте участвуют российские компании «Лукойл», «Зарубежнефть» и «Трубная металлургическая компания» (ТМК), с конголезской стороны выступила государственная нефтяная компания «Конголезская национальная нефтяная компания» /Société Nationale des Pétroles Congolais/ (SNPC). В 2024 году было заключено межправительственное соглашение о строительстве нефтепродуктопровода Пуэнт-Нуар—Лутете—Малуко-Трешо, по которому исполнителем заказа на постройку нефтепровода выступит российское ООО «Закнефтегазстрой-Прометей». Его доля в совместном предприятии по реализации проекта составит 90%. Еще 10% — у «Конголезской национальной нефтяной компании». По завершении строительства предполагается концессионное соглашение на срок не менее 25 лет.
С 2010-х годов идёт осуществление нефтегазового проекта Marine 12, расположенным на континентальном шельфе Конго. Оператором выступает компания ENI (65 %), в проекте также участвует SNPC (10 %). В 2018 году Республика Конго присоединилась к Организации стран—экспортеров нефти (ОПЕК). 16 апреля 2019 года в Республике Конго было зарегистрировано дочернее предприятие LUKOIL Upstream Congo Anonymous Company Unipersonel. Компания владеет 25 % (800 млн долларов США) в проекте Marine 12 и оперирует участком площадью 571 км² в 20 км от берега с глубинами от 20 до 90 метров. По данным международного независимого аудита в пределах данного участка открыто 5 месторождений, с доказанными и вероятными запасами в 1,3 млрд баррелей нефти. На 2019 год на данном участке разрабатываются месторождения Nene и Litchendjili, с добычей 28 000 баррелей в сутки нефти и 1,7 млн м³ газового конденсата.
Не так давно в Республике Конго был открыт крупнейший в мире тропический торфяник, со значительными запасами углеводородов на территории превышающей 145 000 км². Запасы газа оцениваются от 91 до 121 млрд м³. С 2000-х годов сопутствующий природный газ при разработках нефтяных месторождений не просто сжигается, а используется для производства электроэнергии.

### Горно-рудная

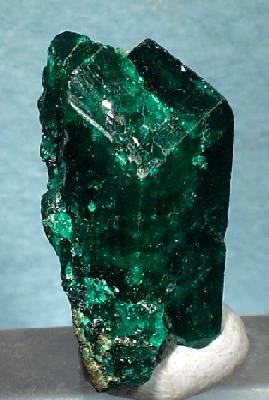
Диоптаз (3.2 × 2,0 × 1.9 cm) — минерал, добытый близ Джуэ в регионе Браззавиль

Согласно данным конголезского Центробанка по итогам 9 месяцев 2019 года, производство в Республике Конго кобальта выросло на 92 %, до 115 110 тысяч тонн и выпуск меди увеличился на 9 %, до 908 695 тысяч тонн. В 2018 году Fitch Solutions спрогнозировал удвоение выпуска металлов за 10 лет. В Республике Конго имеются запасы железной руды высокого качества. Разработкой на шахтах на юго-западе страны занимается совместное предприятие Sapro SA, принадлежащее конголезскому миллиардеру Полу Обами и швейцарской компании Glencore. В апреле 2019 года была отправлена на экспорт в Китай первая партия железной руды в 23 000 тонн. Компания Sapro SA начала деятельность в 2017 году, планируется что к 2022 году компания будет добывать 12 млн тонн в год. Также в стране действует компания Zanaga Iron Ore Co, зарегистрированная на Британских Виргинских Островах. К 2024 году конголезское правительство, Sapro SA и британская судоходная компания Ashley Global собираются инвестировать около 550 млн долларов США в рудник Майоко (Mayoko), железнодорожную ветку от рудника до Пуэнт-Нуар и модернизацию самого глубоководного порта Пуэнт-Нуар.

### Обрабатывающая
Обрабатывающая промышленность представлена предприятиями лёгкой (производство сигарет, цемента, обуви, мыла).

### Пищевая
Пищевая промышленность представлена компаниями по производству пива и напитков, консервов, сахара, муки.

## Энергетика
Суммарные запасы энергоносителей страны оцениваются в размере 0,454 млрд тут (в угольном эквиваленте). На конец 2019 года электроэнергетика страны в соответствии с данными EES EAEC характеризуется следующими показателями. Установленная мощность — нетто электростанций — 606 МВт, в том числе: тепловые электростанции, сжигающие органическое топливо (ТЭС) — 64,6 % , возобновляемые источники энергии (ВИЭ) — 35,4 %. Производство электроэнергии-брутто — 3655 млн. кВт∙ч, в том числе: ТЭС — 76,8 % , ВИЭ — 23,2 % . Конечное потребление электроэнергии — 1596 млн. кВт∙ч, из которого: промышленность — 26,1 %, бытовые потребители — 52,7 %, коммерческий сектор и предприятия общего пользования — 17,7 %, сельское, лесное хозяйство и рыболовство — 3,9 % . Показатели энергетической эффективности: в 2019 году: душевое потребление валового внутреннего продукта по паритету покупательной способности (в номинальных ценах) — 4687 долларов, душевое (валовое) потребление электроэнергии — 349 кВт∙ч, душевое потребление электроэнергии населением — 156 кВт∙ч. Число часов использования установленной мощности-нетто электростанций — 5357 часов

## Транспорт

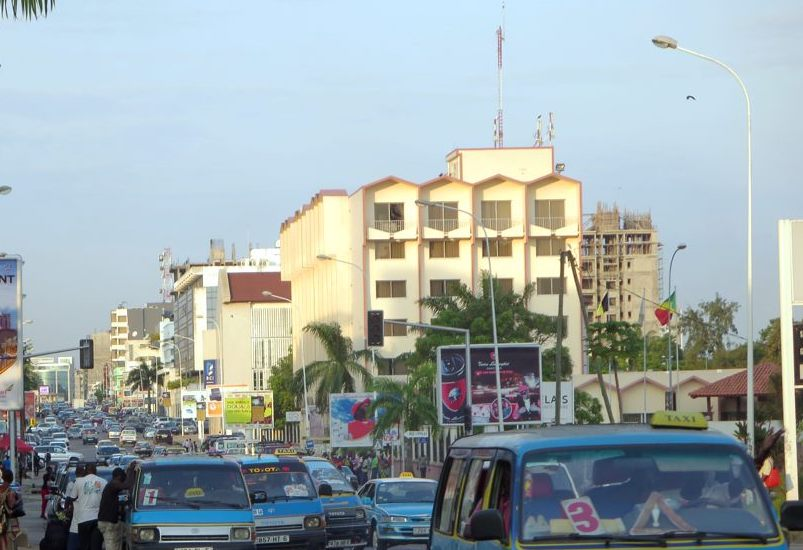
Центр города Пуэнт-Нуар, бульвар генерала Шарля де Голля

Транспортная система страны создавалась в колониальный период в 1920—1930 годах. Она эксплуатируется по сей день, практически без модернизации. С 2010-х годов в транспортную инфраструктуру начали поступать китайские инвестиции. В Республике более 15000 км дорог, из которых более 1000 км заасфальтированных. В стране более 500 км железнодорожных путей (колея 1067 мм). В качестве транспортных путей используются реки Конго и Убанги. Между двумя столицами, расположенными на разных берегам реки Конго — Браззавилем и Киншасой курсирует паром. От Браззавиля и ниже река становится бурной, что делает невозможным судоходство вплоть до океана. Крупнейший порт страны — Пуэнт-Нуар. Два главных аэропорта — Мейя-Мейя в Браззавиле и Агостиньё-Нето в Понт-Нуар.
Автомобильные дороги
- всего — 17 000 км, в том числе (2006)[2]:
  - с твёрдым покрытием — 1212 км
  - без твёрдого покрытия — 15 788 км

Через Республику Конго проходит транс-африканский автодорожный маршрут  шоссе Триполи-Кейптаун.
Железные дороги
- всего — 510 км (2014)[2]

Аэропорты
- всего — 27, в том числе (2013)[2]:
  - с твёрдым покрытием — 8
  - без твёрдого покрытия — 19

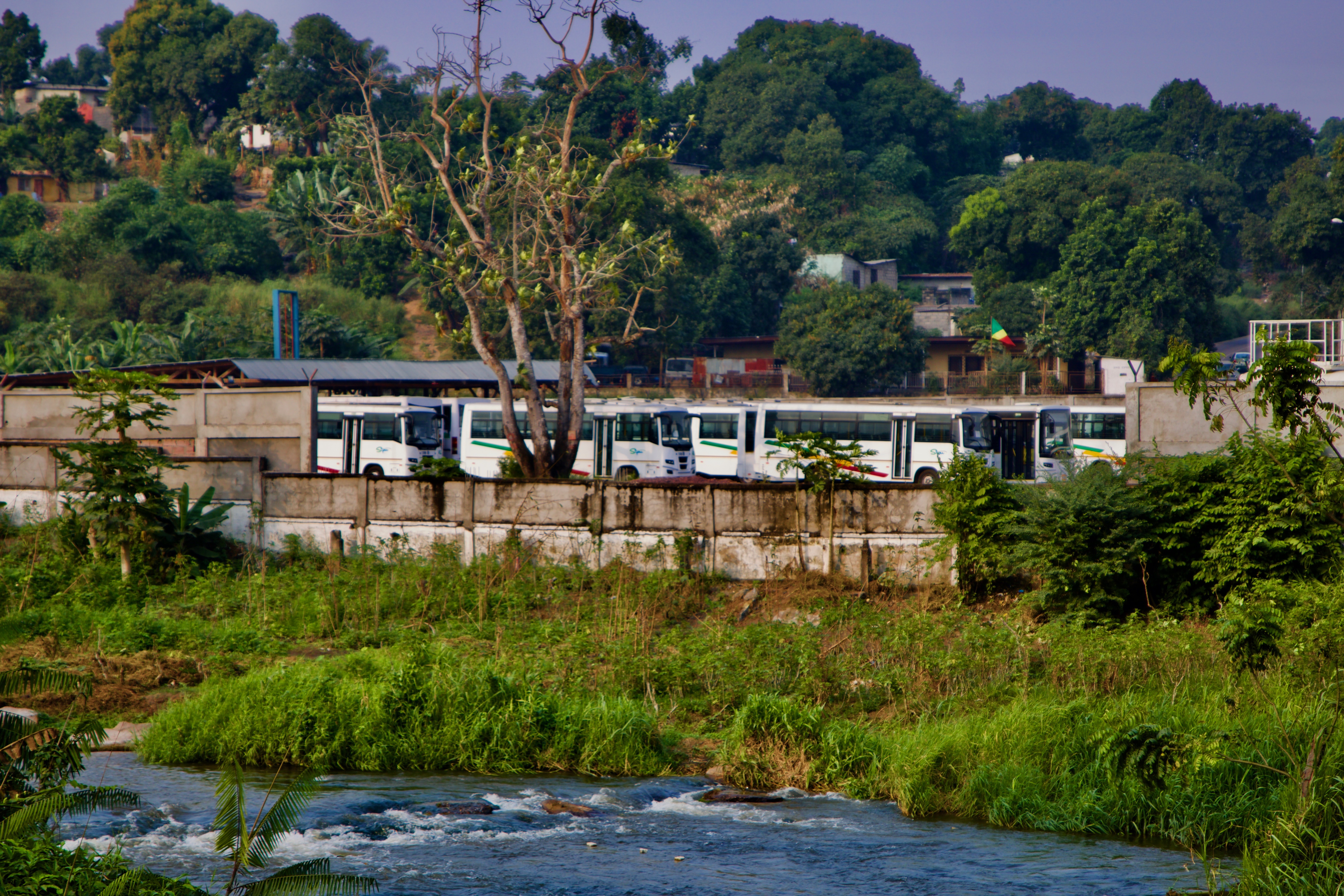
Автостанция «фула-фула», автобусы за скромную плату возят жителей Браззавиля по всему городу
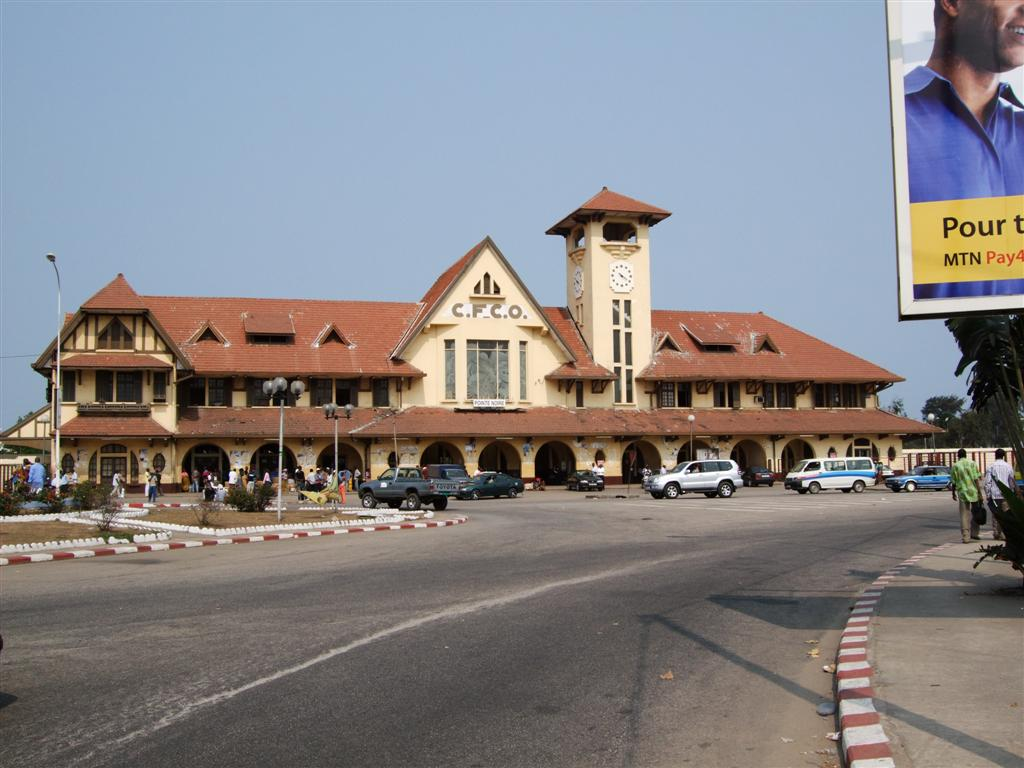
Железнодорожный вокзал Пуэнт-Нуар
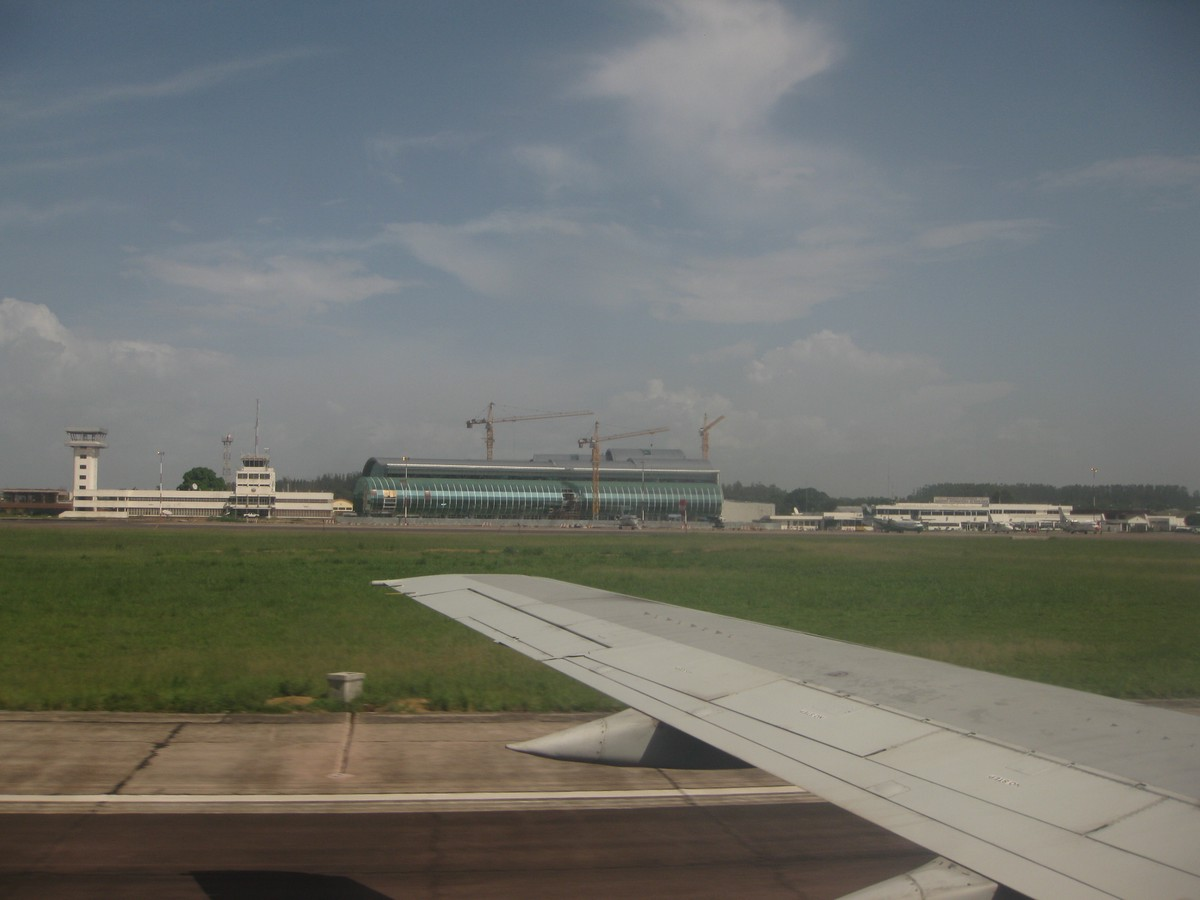
Новый терминал международного аэропорта Майя-Майя

## Торговля
- Экспорт: $5,855 млрд (2005)[2]

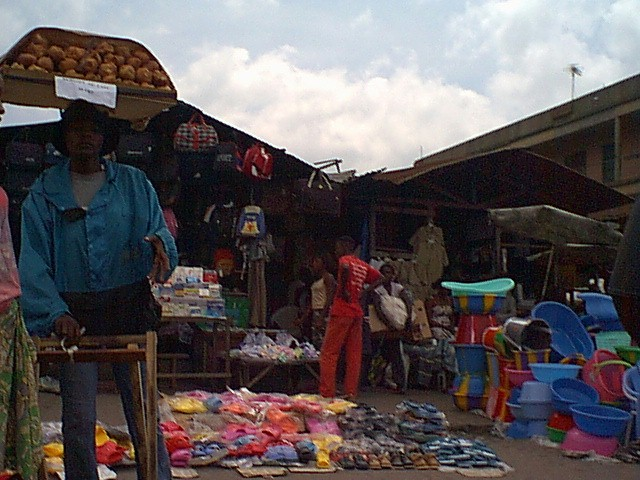
Рынок в Конго

  - Статьи экспорта: нефть, сахар, кофе, какао, алмазы, фанера
  - Партнёры по экспорту: Китай 52 %, Австралия 8,3 %, Италия 8,2 %, США 4 %
- Импорт: $3,779 млрд (2005)[2]
  - Статьи импорта: машины и оборудование, продовольствие
  - Партнёры по импорту: Алжир 47,8 %, Франция 15,6 %, Китай 9,1 %, Италия 4,3 %

## Экономическое сотрудничество между Республикой Конго и Российской Федерацией
Товарооборот между Республикой Конго и Российской Федерацией в 2011 году составлял 3 млрд долл США, в 2014 году — 11,5 млрд долл США.
Помимо сотрудничества в нефте-газовой отрасли, из РФ в РК осуществляются поставки зерна и продуктов его переработки, так в 2019 году они превысили 100 тыс. тонн и составили основу товарообмена между странами. Также РК остаётся импортером мяса птицы и столового яйца, молочной продукции, говядины и свинины — объёмы закупок оцениваются в 75,2 тыс. тонн (2020 год).
В марте 2020 года правительство РФ отправило гуманитарную помощь жителям Конго, пострадавшим в результате наводнения.